# Trzciana
Trzciana è un comune rurale polacco del distretto di Bochnia, nel voivodato della Piccola Polonia.
Ricopre una superficie di 44,09 km² e nel 2004 contava 5 016 abitanti.